# Thuế thân
Thuế thân, nộp thân còn gọi là thuế đinh, thuế đầu người, hay sưu là một trong thứ thuế của chế độ phong kiến và quân chủ. Đây là sắc thuế tiêu biểu trong các sắc thuế khoán. Thuế thân căn cứ vào cư dân địa phương, mỗi dân đinh đều phải nộp.
Ngoài thuế thân đóng bằng hiện vật hay hiện kim, còn có sưu dịch, cũng là loại thuế thân như phải đóng bằng sức lao động.

## Việt Nam
Trong lịch sử Việt Nam, thuế thân có từ thời nhà Lý.

### Nhà Lý
- Đời Lý có lệ mỗi năm khai số hộ (gọi là đơn số), đàn ông 18 tuổi gọi là hoàng nam, từ 20 tuổi trở lên gọi là đại nam. Thuế đinh được "bổ" theo đinh bộ hay hộ tịch của mỗi làng. Thuế thân thời này được tính căn cứ theo số ruộng của mỗi người, ai không có ruộng thì khỏi phải nộp.[1]

### Nhà Trần
- Nhà Trần: Theo Đại Việt sử ký toàn thư quyển VIII thì Theo lệ cũ, các trấn hễ có việc binh thì lệnh cho mỗi huyện có bao nhiêu ruộng thì phải nộp bao nhiêu vàng, bạc, tiền, lụa, không tính thêm theo số nhân đinh sinh ra, cũng không trừ bớt theo số người đã chết. Nếu phục dịch việc binh, thì đều thu bổ theo số ruộng cả. Các lộ có đơn binh, là phải phục dịch việc binh, những người này đời đời làm lính, không được ra làm quan. Người nào có ruộng, bãi dâu, đầm cá thì phải đóng thuế, không có thì thôi. Tháng 7 năm Mậu Ngọ (năm 1378) đời vua Phế Đế nhà Trần, Hành khiển Đỗ Tử Bình bắt chước phép đánh "thuế dung" của nhà Đường tâu Vua thu mỗi hộ đinh nam 3 quan tiền một năm.  Lưu trữ ngày 1 tháng 4 năm 2009 tại Wayback Machine
- Nhà Hồ: Tương tự như nhà Lý - Trần, lấy ruộng làm căn cứ để thu thuế.
- Thời kỳ Bắc thuộc nhà Minh thì hộ chế cũng như điền chế tính theo kiểu của Trung Quốc. Mỗi người dân đều có một cái thẻ biên tên tuổi, hương quán để phục vụ cho việc thu thuế.

### Nhà Lê
- Nhà Lê: năm Hồng Đức thứ nhất (1470) định cứ 3 năm sửa hộ tịch một lần (tiểu điền), sáu năm sửa lại một lần (đại điền). Mỗi làng phải khai số chính hộ và khách hộ. Ai biết chữ thì cho vào hạng học nhiều; thứ đến xét hạng chức sắc; sau cùng xét hạng dân đinh và chia làm: tráng hạng (hay lính hạng), quân hạng, dân hạng, lão hạng, cố hạng, cùng hạng. Thuế đinh không tính theo số ruộng mà định nhất luật mỗi người đồng niên phải đóng 8 tiền. Đến đời Huyền Tôn (1664) thì bỏ cách tính này mà dùng lệ khai ở xứ Nghệ An và Thanh Hoá, và lệ bình ở các trấn. Theo cách này, nhà nước không cần theo định kỳ duyệt lại hộ tịch như trước mà chỉ làm một lần nhất định (hoặc bằng lời khai của xã trưởng mà thôi), thuế đinh mỗi suất là 1 quan 8 tiền. Năm Bảo Thái thứ tư, chúa Trịnh Cương sửa lại ngạch thuế đinh gọi là "dung", định rằng: "con trai từ 17-19 tuổi là hoàng đinh, từ 20-48 là chính đinh, từ 50-59 là lão hạng, từ 60 tuổi trở lên là lão nhiêu". Hạng chính đinh phải nộp mỗi người 1 quan 2 tiền và 4 bát gạo, hạng sinh đồ cùng hoàng đinh và lão hạng được miễn thuế. Ngạch thuế điệu (là các thứ thuế phụ đời trước để bổ sung vào các việc tế tự và công tác của nhà nước) nay dồn lại thành một, mỗi suất đinh phải nộp 6 quan tiền.[2]

### Nhà Nguyễn
- Nhà Nguyễn: sau khi lên ngôi, vua Gia Long định lại việc thu thuế:
  - Thuế suất: Thuế đinh thì lệ định theo vùng: từ Nghệ An ra đến nội ngoại Thanh Hóa, mỗi suất đồng niên phải chịu: Thuế thân 1 quan 2 tiền. Mân tiền 1 tiền. Cước mễ 2 bát. Ở 5 nội trấn Bắc Thành và phủ Phụng Thiên, mỗi suất đinh đồng niên phải chịu: Thuế thân 1 quan 2 tiền. Mân tiền 1 tiền. Điệu tiền (tạp dịch) 6 tiền. Cước mễ 2 bát. Ở 6 ngoại trấn Bắc Thành, mỗi suất đinh đồng niên phải chịu: Thuế thân 6 tiền. Mân tiền 1 tiền. Điệu tiền 3 tiền. Cước mễ 1 bát
  - Giảm thuế khi có thiên tai: Thuế lệ tuy định như vậy, nhưng năm nào ở đâu mất mùa, như là bị hoàng trùng, đại hạn hay là nước lụt, v.v... thì nhà nước chiếu theo sự thiệt hại nhiều ít mà giảm thuế cho dân. Lúa 10 phần thiệt hại tới 4 phần thì khoan giảm cho hai phần thuế; thiệt hại 5 phần thì giảm cho 3; thiệt hại 6 phần thì giảm cho 4; thiệt hại 7 phần thì giảm cho 5; thiệt hại 8 phần thì giảm cho 6; thiệt hại 9 phần thì giảm cho 7; thiệt hại hết cả thì giảm cả. Hoặc nhà nước có lấy dân đinh đi làm đường, đào sông, xây thành v.v... thì cũng được giảm thuế. 
  - Thu thuế: Nhà vua lại tùy từng địa phương mà định vụ thuế. Từ Quảng Bình đến Bình Thuận cứ mỗi năm một vụ thu thuế, khởi đầu từ tháng 4 đến tháng 7 thì hết. Từ Nghệ An ra đến Thanh Hóa ngoại, cùng các trấn ở Bắc thành mỗi năm thu thuế 2 vụ: mùa hạ thì khởi tự tháng 4 đến tháng 6 thì hết; mùa đông thì khởi sự tự tháng 10 đến tháng 11 thì hết.
  - Kê khai: Lệ định 5 năm một lần làm sổ đinh, trong làng từ chức sắc cho đến quân dân, đều phải vào sổ. Kể từ 18 tuổi trở lên, 59 tuổi trở xuống, đều phải khai vào sổ (Đinh bạ)
  - So sánh mức thuế: để biết mức thuế thân thời đó có thể so sánh với thuế điền như:Thuế điền thì chia ra làm 3 hạng: nhất đẳng điền mỗi mẫu đồng niên nộp thóc 20 thăng; nhị đẳng điền 15 thăng; tam đẳng điền 10 thăng. Còn thứ ruộng mùa đồng niên phải nộp 10 thăng
  - So sánh thu nhập: Năm Kỷ Hợi (1839) là năm Minh Mệnh thứ 20, vua Thánh Tổ định lương bổng đồng niên và tiền xuân phục của các quan viên.

Chánh nhất phẩm:tiền 400 quan, gạo 300 phương, tiền xuân phục 70 quan.
Tòng nhất phẩm: tiền 300 quan, gạo 250 phương, tiền xuân phục 60 quan.
Chánh nhị phẩm:tiền 250 quan, gạo 200 phương, tiền xuân phục 50 quan.
Tòng nhị phẩm: tiền 180 quan, gạo 150 phương, tiền xuân phục 30 quan.
Chánh tam phẩm:tiền 150 quan, gạo 120 phương, tiền xuân phục 20 quan.
Tòng tam phẩm: tiền 120 quan, gạo 90 phương, tiền xuân phục 16 quan.
Chánh tứ phẩm: tiền 80 quan, gạo 60 phương, tiền xuân phục 14 quan.
Tòng tứ phẩm: tiền 60 quan, gạo 50 phương, tiền xuân phục 10 quan.
Chánh ngũ phẩm:tiền 40 quan, gạo 43 phương, tiền xuân phục 9 quan.
Tòng ngũ phẩm: tiền 35 quan, gạo 30 phương, tiền xuân phục 8 quan.
Chánh lục phẩm: tiền 30 quan, gạo 25 phương, tiền xuân phục 7 quan.
Tòng lục phẩm: tiền 300 quan, gạo 22 phương, tiền xuân phục 6 quan.
Chánh thất phẩm:tiền 25 quan, gạo 20 phương, tiền xuân phục 5 quan.
Tòng thất phẩm: tiền 22 quan, gạo 20 phương, tiền xuân phục 5 quan.
Chánh bát phẩm: tiền 20 quan, gạo 18 phương, tiền xuân phục 5 quan.
Tòng bát phẩm: tiền 20 quan, gạo 18 phương, tiền xuân phục 4 quan.
Chánh cửu phẩm:tiền 18 quan, gạo 16 phương, tiền xuân phục 4 quan.
Tòng cửu phẩm: tiền 18 quan, gạo 16 phương, tiền xuân phục 4 quan.
Lại dịch binh tượng: mỗi tháng tiền một quan, gạo một phương.
Hậu bổ: mỗi tháng tiền 2 quan, gạo 2 phương.

#### Thời Pháp thuộc
Người Pháp tiếp tục áp dụng thuế thân ở Việt Nam cho đến năm 1945. Thuế thân dưới thời Pháp thuộc đánh vào các "suất đinh", là đàn ông từ 13 đến 53 tuổi, trừ những người làm trong bộ máy chính quyền và một số trường hợp được miễn khác. Vào thập niên 1910 thuế thân ở Trung Kỳ là 2 đồng 2 hào mỗi năm. Trong trường hợp ai trúng kỳ khảo hạch đợi năm sau thi Hương thì sẽ liệt vào hạng miễn diêu nên không phải nộp thuế thân năm đó.
Ngày 2 tháng 6 năm 1897 Toàn quyền Đông Dương Paul Doumer ra nghị định về chính sách thuế thân đối với người dân ở Bắc Kỳ. Nội dung như sau: "thuế thân đánh vào người từ 18 tuổi đến 60 tuổi. Tất cả những ai trong diện đóng thuế thân đều phải có thẻ thuế thân. Trên thẻ có chữ ký hoặc điểm chỉ, có dấu triện của Lý trưởng. Mỗi nǎm thay thẻ một lần, màu sắc thẻ cũng phải thay đổi hàng nǎm. Đi đâu cũng phải mang thẻ. Trường hợp không mang thẻ mà bị cảnh sát bắt giữ thì phải nộp tiền để lấy thẻ mới. Nếu dùng thẻ của người khác phải nộp phạt. Người cho mượn thẻ cũng bị phạt."

### Đế quốc Việt Nam
- Dưới thể chế Đế quốc Việt Nam, chính phủ Trần Trọng Kim bãi bỏ thuế thân đối với những ai không có tài sản hoặc có lợi tức dưới 100 đồng một tháng.[5]

### Việt Nam Dân chủ Cộng hoà
- Với sắc lệnh 11 ký ngày 7 tháng 9 năm 1945, Chính phủ lâm thời Việt Nam đã bãi bỏ thuế thân ngay sau khi thành lập Việt Nam Dân chủ Cộng hoà.[6]

## Những nhận định
- "Thuế thân là một thứ thuế vô lý, trái ngược với tinh thần chính thể cộng hoà dân chủ."[6]
- " Về thực chất, thuế thân là một thứ thuế coi con người là một loại hàng hoá, đánh vào đông đảo tầng lớp bình dân nghèo khó. Ngoài ra, còn quy định mức thuế ruộng đất đối với người Việt ở Bắc Kỳ và quy định mức thuế ruộng đất đối với các điền chủ người Âu và các điền chủ người châu Á khác ở Bắc Kỳ."[4]